# Брињак (Лот и Гарона)
Брињак (фр. Brugnac) насеље је и општина у југозападној Француској у региону Аквитанија, у департману Лот и Гарона која припада префектури Марманд.
По подацима из 2011. године у општини је живело 198 становника, а густина насељености је износила 13,43 становника/km². Општина се простире на површини од 14,74 km². Налази се на средњој надморској висини од 150 метара (максималној 172 m, а минималној 49 m).

## Демографија
| 1962. | 1968. | 1975. | 1982. | 1990. | 1999. | 2011. |
| ----- | ----- | ----- | ----- | ----- | ----- | ----- |
| 157   | 225   | 203   | 178   | 190   | 167   | 198   |

График промене броја становника у току последњих година